# Френчтаун (Нью-Джерсі)
Френчтаун (англ. Frenchtown) — місто (англ. borough) в США, в окрузі Гантердон штату Нью-Джерсі. Населення — 1370 осіб (2020).

## Географія
Френчтаун розташований за координатами 40°31′52″ пн. ш. 75°3′5″ зх. д. / 40.53111° пн. ш. 75.05139° зх. д. (40.531218, -75.051368).  За даними Бюро перепису населення США в 2010 році місто мало площу 3,52 км², з яких 3,27 км² — суходіл та 0,25 км² — водойми. В 2017 році площа становила 3,18 км², з яких 2,92 км² — суходіл та 0,26 км² — водойми.

## Демографія
Згідно з переписом 2010 року, у селищі мешкали 1373 особи в 596 домогосподарствах у складі 366 родин. Було 656 помешкань
Расовий склад населення:
| - 96,6 % — білих - 0,9 % — азіатів - 0,8 % — чорних або афроамериканців - 0,4 % — корінних американців |

До двох чи більше рас належало 1,2 %. Частка іспаномовних становила 5,1 % від усіх жителів.
За віковим діапазоном населення розподілялося таким чином: 20,9 % — особи молодші 18 років, 67,8 % — особи у віці 18—64 років, 11,3 % — особи у віці 65 років та старші. Медіана віку мешканця становила 42,6 року. На 100 осіб жіночої статі у селищі припадало 95,6 чоловіків;  на 100 жінок у віці від 18 років та старших — 95,3 чоловіків також старших 18 років.
Середній дохід на одне домашнє господарство  становив 91 257 доларів США (медіана — 77 396), а середній дохід на одну сім'ю — 113 515 доларів (медіана — 96 333). Медіана доходів становила 58 906 доларів для чоловіків та 57 411 долар для жінок. За межею бідності перебувало 7,4 % осіб, у тому числі 8,8 % дітей у віці до 18 років та 9,4 % осіб у віці 65 років та старших.
Цивільне працевлаштоване населення становило 873 особи. Основні галузі зайнятості: освіта, охорона здоров'я та соціальна допомога — 15,8 %, науковці, спеціалісти, менеджери — 15,1 %, мистецтво, розваги та відпочинок — 13,3 %.